# Aber Valley
Aber Valley (en anglais) ou Cwm Aber (en gallois) est une communauté du borough de comté de Caerphilly, au pays de Galles.
Elle se compose des villages d'Abertridwr (en) et Senghenydd. Au recensement de 2011, elle comptait 6 799 habitants.